# Dionysios Kasdaglis
Dionysios Kasdaglis (Salford,10 de outubro de 1872 –  Cairo,06 de julho de 1931) foi um tenista grego-egípcio, primeiro vice-campeão olímpico no tênis.
Ele disputou a final de simples, contra John Pius Boland, e seu parceiro de duplas foi Demetrios Petrokokkinos.

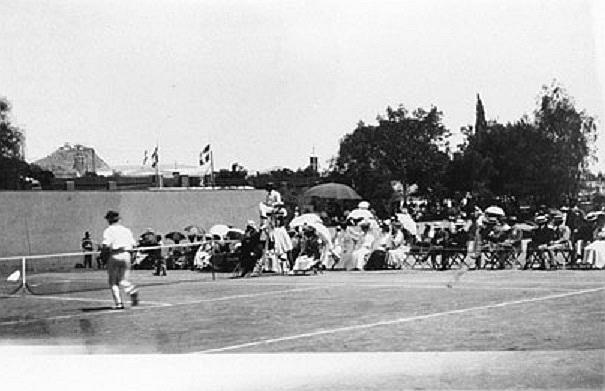
Final de 1896